# 张月姣
张月姣（1944年10月— ），女，吉林人，中国法学家。法学硕士，教授。毕业于乔治城大学法律中心和汉纳大学。世界贸易组织常设上诉机构“七人小组”成员，北京君合律师事务所执业律师、资深顾问，西非开发银行董事（已离任），中国国际经济法学会副会长，中国国际贸易仲裁委员会仲裁员，汕头大学法学院、北京师范大学珠海分校法律与行政学院教授。

## 生平
张月姣在“文革”前毕业于北京师范大学第二附属中学，后被派赴法国留学。1968年获法国汉纳大学学士学位。回国后，张月姣进入在四川东方汽轮机厂工作；1972年，调入国家机械工业部技术经济研究所工作；其间曾赴罗马尼亚、法国、德国工作，精通英语、法语。1978年回国；先后在国家进出口委员会和国家外国投资委员会任职；其间曾被赴美国乔治登法学院、哥伦比亚大学法学院学习，并获得法学硕士学位。
1982年至1984年间，张月姣曾在世界银行法律部担任法律顾问。回国后，她历任对外经济贸易部条约法律司副处长、处长、经济法副研究员，中国国际经济贸易仲裁委员会仲裁员，北京大学法学院兼职教授等职。1985年取得中国律师资格。1987年至1999年间，张月姣曾被选为国际统一私法协会理事、国际发展法学院董事；并参与制订了“国际融资租赁公约”，“商事合同通则”等。1990年，她升任对对外经贸部条约法律司副司长、司长，是中国在国际经济法领域中的高级专家。在担任条约法律司司长期间，作为中美知识产权谈判代表、以及中国入关谈判的法律顾问，在吴仪领导下积极参与了中美知识产权谈判的工作。
1997年，53岁的张月姣再次赴美国求学，后在哥伦比亚大学法学院完成 JSD学业，并教授中国法律。自1998年起，张月姣一直在亚洲开发银行任职；历任助理法律总顾问、东亚局副局长、嵋公局副局长、上诉委员会主席、欧洲局局长等职；2005年1月，退休。不久，在中国人民银行行长周小川和商务部部长薄熙来的推荐下，张月姣又“披挂上阵”——出任中国在西非开发银行的首任董事（已于2007年卸任）；同时，她还是中国人民银行的参事。
2007年11月27日，世界贸易组织通过任命，任命张月姣等四人，成为其常设上诉机构“七人小组”中的一员。四年的任期由2008年6月开始。这使她成为世界贸易组织最高仲裁机构的首位中国籍“大法官”。自2012年6月，開始其另一四年的任期。
2012年获颁北京师范大学-香港浸会大学联合国际学院荣誉院士荣衔。

## 工作领域
张月姣有着长期国际贸易、金融和投资法律的经验，又曾在中国的技术经济情报所工作。在北京君合律师事务所，她主要受理争议解决、知识产权和外贸等方面的案件。

## 学术成就
张月姣曾发表学术论文200余篇；参与或主持起草过中国许多重要的涉及外经贸的法律法规。如，《民法通则》、《涉外经济合同法》、《公司法》、《外贸法》、《反倾销条例》、《反补贴条例》、《专利法》、《商标法》、《版权法》和《计算机软件保护条例》等。